# Alsterschwimmhalle
Die Alsterschwimmhalle ist ein von der Bäderland Hamburg GmbH geführtes öffentliches Hallenbad im Hamburger Stadtteil Hohenfelde, das nur wenige Gehminuten von der Außenalster entfernt liegt. Die Einweihung fand am 20. Januar 1973 statt. Nach einer dreijährigen Sanierung wurde die Schwimmhalle am 24. November 2023 wiedereröffnet.
Die Alsterschwimmhalle ist Hamburgs größtes und meistbesuchtes öffentliches Schwimmbad. In dem 50-Meter-Becken der Halle fanden zahlreiche nationale und internationale Schwimmwettkämpfe statt. Aufgrund ihrer weiträumigen und schwungvoll überdachten Halle wird das Bauwerk im Volksmund seit Beginn an auch „Schwimmoper“ genannt.

## Geschichte

### Bau und Eröffnung
Die Architekten Horst Niessen (1. Platz) und Rolf Störmer (2. Platz, Schwimmhalle mit einem leicht geknickten Flachdach) gewannen 1961 den Architekturwettbewerb für eine Schwimmhalle in Hamburg. Auf Wunsch der Jury, insbesondere des damaligen Direktors der Hamburger Wasserwerke, entwarfen sie gemeinsam einen neuen Bauplan des Schwimmbads. Sie wurden vor allem darum gebeten, ein modernes, dynamisches Schalendach zu entwerfen. Daher bezogen sie den Schalenbau-Fachmann Walter Neuhäusser zur Überarbeitung des Entwurfs mit ein. Als Statiker und Tragwerksplaner wurde Jörg Schlaich ausgewählt, damals Mitarbeiter im Ingenieurbüro Leonhardt und Andrä. 1963 begannen erste Bauplanungen und 1968 schließlich der Bau. Das Tragwerk besteht aus zwei hyperbolischen Paraboloidschalen in zwei angrenzenden drachenförmigen Vierecken, die ein Sechseck (Hexagon) bilden, bei dem eine Ecke nach innen geklappt ist. Es gehört zu den weltgrößten Schalenbauwerken seiner Art. Die schräg aufragenden Randträger der Dachschale haben eine Kragarmlänge von maximal 54 Metern, verjüngen sich nach oben hin und verleihen so dem Dach eine gewisse „Eleganz“. Die Schalendiagonalen sind 76,40 m und 56,20 m lang. Das Dach erreicht eine Spannweite von maximal 96 m und die Schalendicke beträgt an der dünnsten Stelle nur 8 cm.
Die „elegante“ Dachform wird auch mit einem „Schmetterling“ verglichen. Die Dachschale ruht auf drei Bodenankern auf, die „teleskopartig“ gelagert sind, um Bewegungen durch Winddruck und Temperaturschwankungen abzufangen. Zwei der drei Auflagerpunkte des Daches sind durch einen Stahlbandstrang unterhalb der Halle im Erdboden miteinander verbunden, was das Dach zusätzlich stabilisiert. Diese unterirdische Stabilisierung war eine übliche Maßnahme bei hyperbolischen Paraboloidschalenbauten (z. B. Dorton Arena, Kongresshalle, Seerose Potsdam).
Der Bau wurde zunächst mit 24 Mio. D-Mark veranschlagt, am Ende betrugen die Baukosten 33 Mio. D-Mark.

### Umbauten
Die Alsterschwimmhalle ist als Wettkampfstätte gebaut worden. Als sie fertiggestellt war, wurde festgestellt, dass das Schwimmbecken um wenige Zentimeter zu kurz war. Da Schwimmwettbewerbe auf 50-Meter-Bahnen ausgelegt sind und eine Verfälschung der Ergebnisse ausgeschlossen werden musste, wurden die anstehenden Wettbewerbe andernorts ausgetragen, bis die Bahn auf die korrekte Länge erweitert wurde.
Damit die Fensterscheiben nicht mit Wasserdunst beschlagen, wurden Gittermasten vor die Fensterfront gestellt, in denen sich weiße Plastikrohre für die Luftzufuhr befinden. Diese Masten brachte man erst nachträglich an und wurden als eine „visuelle Kränkung“ kritisiert, da sie den freien Ausblick stören. Der Anfang der 2020er Jahre erfolgte Umbau sah keinen Abbau und Ersatz der Gittertürme vor.
Im Juli des Jahres 2004 wurde eine Schließung der Schwimmhalle aus Kostengründen diskutiert. Nach Protesten aus der Hamburger Bevölkerung wurde ein Umbau der Schwimmhalle beschlossen und im Sommer 2007 umgesetzt. Der Umbau kostete rund 1 Mio. Euro.

### Sanierung 2020–2023
Zwischen Oktober 2020 und November 2023 wurden an der Alsterschwimmhalle umfangreiche Sanierungsarbeiten durchgeführt. In diesem Zeitraum war das Bad geschlossen. Bau- und Sanierungsplaner war das Hamburger Architekturbüro gmp. Die geplanten Umbaukosten betrugen rund 80 Mio. Euro. Davon entfielen 60 Mio. auf die Stadt Hamburg, 10 Mio. wurden durch den Bund übernommen und 8,7 Mio. von der Bäderland Hamburg GmbH getragen. Der Zeit- und Kostenrahmen konnte eingehalten werden.
Durch die Sanierung wurde die Wasserfläche von bisher rund 1.400 m² auf über 2.000 m² erweitert. Die Tribünen wurden abgebaut und anstelle dessen ein zusätzliches Sprungbecken mit drei Sprungtürmen gebaut. Je nach Wettkampfart konnten vorübergehend mobile Tribünen installiert werden. Weiterhin wurde die Fitness-Studios von bisher 200 m² auf über 1.000 m² erweitert, der Saunabereich mit seiner großen Dachterrasse erneuert und erweitert und die Fensterfront durch Thermoglas ersetzt.
Um das Schwimmbad barrierefrei zu gestalten, wurde der Zugang mit Treppen von der Ifflandstraße auf den Parkplatzbereich verlagert. Eine Tiefgarage mit 80 Plätzen ersetzt den Parkplatz. Wegen der hohen Chlorid-Belastungen musste auch die Dachschale und die abgehängte Decke darunter saniert werden.

## Ausstattung

### Seit Wiedereröffnung 2023
Seit der Sanierung und Wiedereröffnung im November 2023 bietet die Alsterschwimmhalle insgesamt sechs Becken. Hierzu zählt ein 50-Meter-Becken mit insgesamt 10 Bahnen, ein 25-Meter-Schwimmbecken mit 5 Bahnen, ein separates Sprungbecken mit 1-Meter-Brett und 3- bzw. 5-Meter-Sprungturm mit Plattform, ein großzügiges Kursbecken sowie ein Lehrschwimmbecken. Zur Entspannung und Regeneration stehen den Schwimmern ein 6 m × 4 m großes Entspannungsbecken sowie ein Kalttauchbecken und ein Dampfbad zur Verfügung.
Darüber hinaus bietet die sanierte Alsterschwimmhalle über 800 m² Saunafläche mit 5 Schwitzräumem und Ruheraum sowie eine Saunaterrasse.
Der in der Alsterschwimmhalle befindliche Fitnessclub The Ray bietet auf einer Gesamtfläche von über 1600 m² eine Mischung aus Geräten und Fitnesskursen.

### Frühere Ausstattung
Bis zur Sanierung im Jahr 2020 war ein rund 28 Grad warmes Außenbecken mit Wasserdüsen und Beleuchtung vorhanden. In der Halle steht ein Sprungturm mit Plattformen in 3, 5, 7,5 und 10 Metern Höhe, der jedoch seit der Sanierung nicht mehr in Betrieb ist und nur noch aus Denkmalschutz-Gründen erhalten wurde. An diesem Sprungturm, der früher auch über einen Fahrstuhl erreichbar war, war seitwärts eine Rutschröhre mit 76 Metern Länge angeschlossen.
Die Wasserdesinfektion erfolgte in der Vergangenheit nicht mit Chlor, sondern durch Ozon in der Wasseraufbereitungsanlage. Ozon galt damals „wegweisend“, weil damit die übliche Augenrötung und der Chlorgeruch vermieden werden konnte. In den 1990er-Jahren wurde jedoch auf Chlor umgestellt.

## Galerie

### Nach der Sanierung (seit 2023)

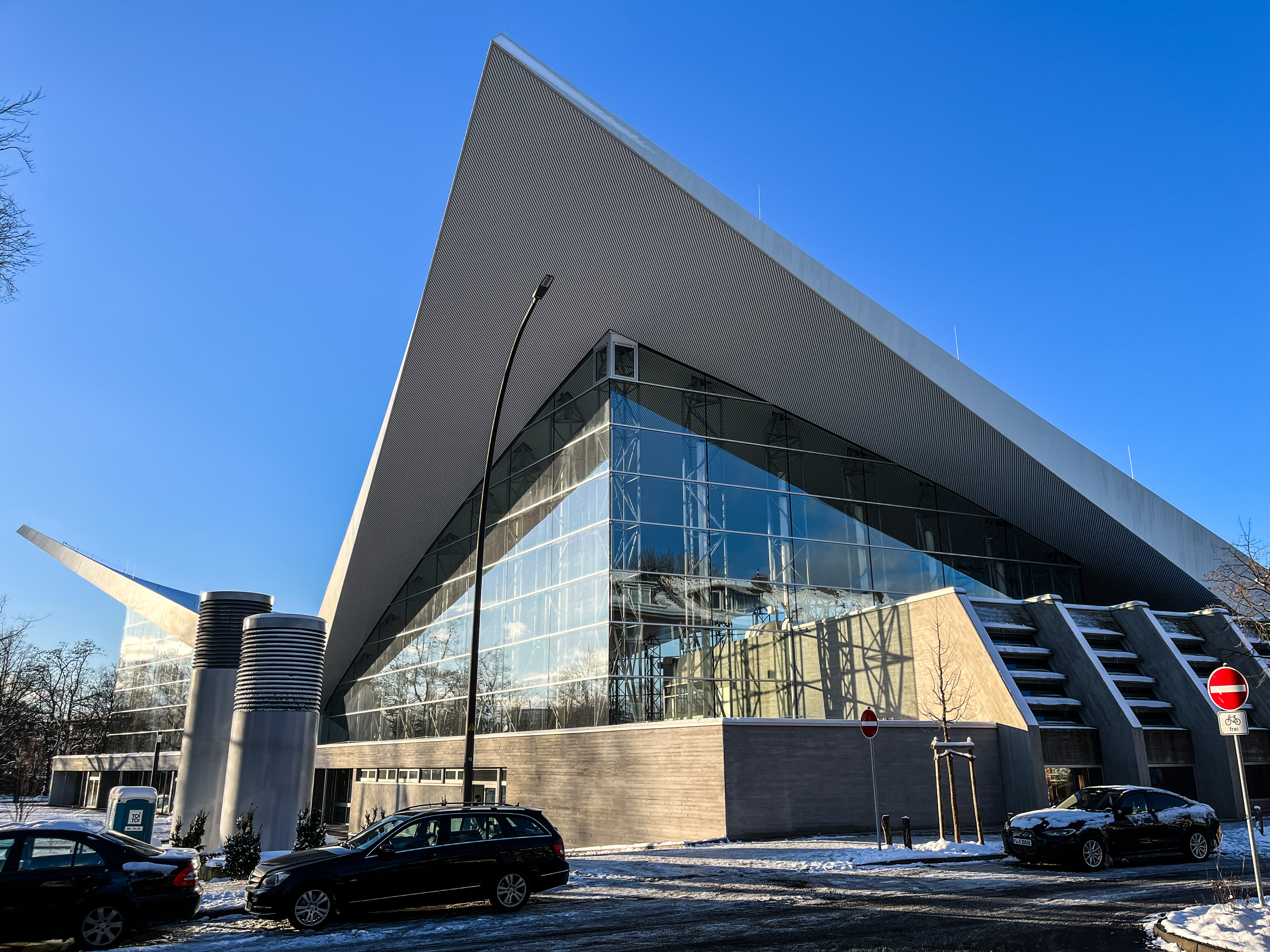
Blick auf die Alsterschwimmhalle von der Ifflandstraße, Ecke Schröderstraße (Januar 2024)
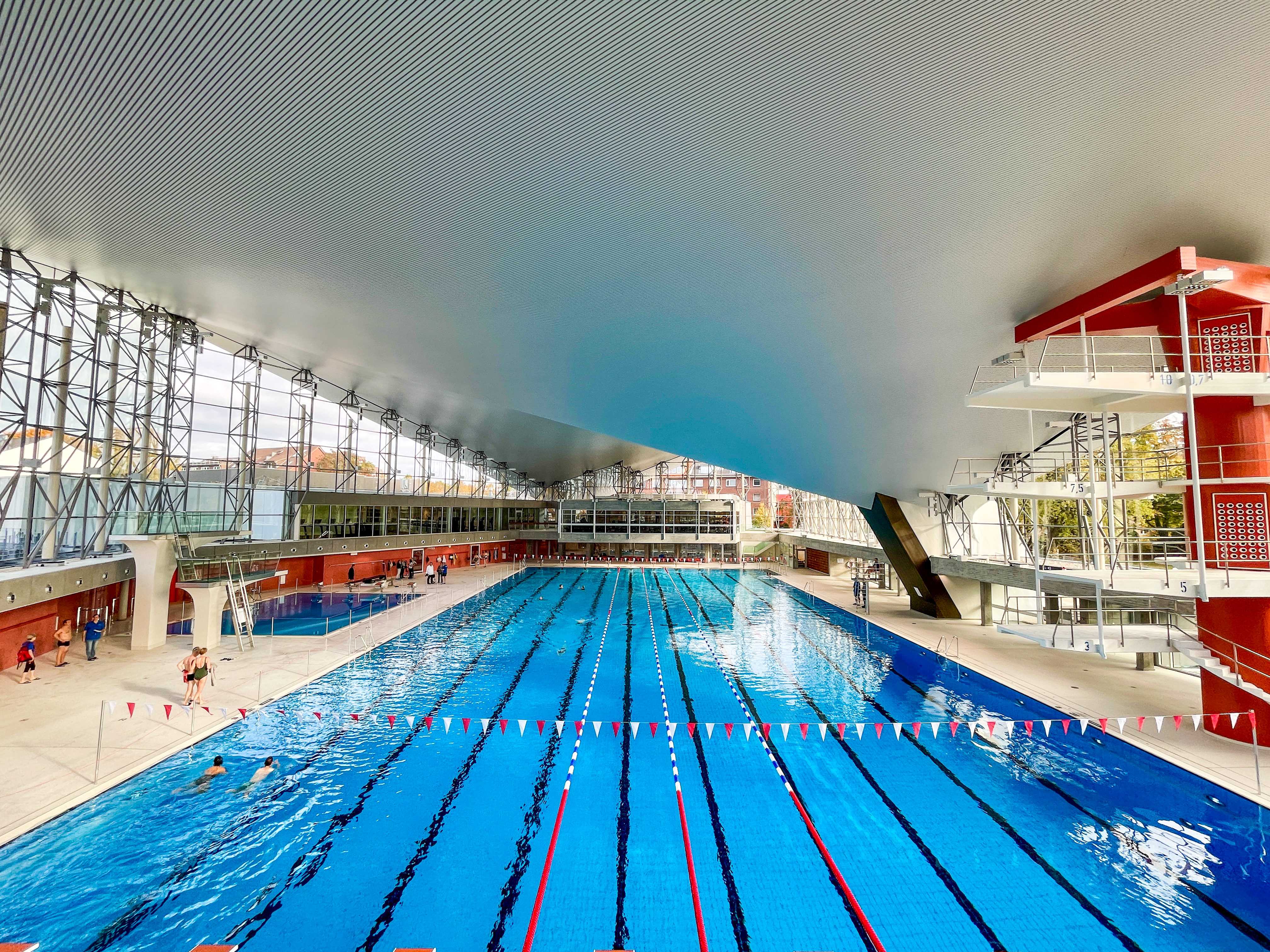
Im Inneren der sanierten Alsterschwimmhalle. Blick vom Entspannungspool auf die 50-Meter-Bahn (November 2023)

### Im Umbau (2020–2023)

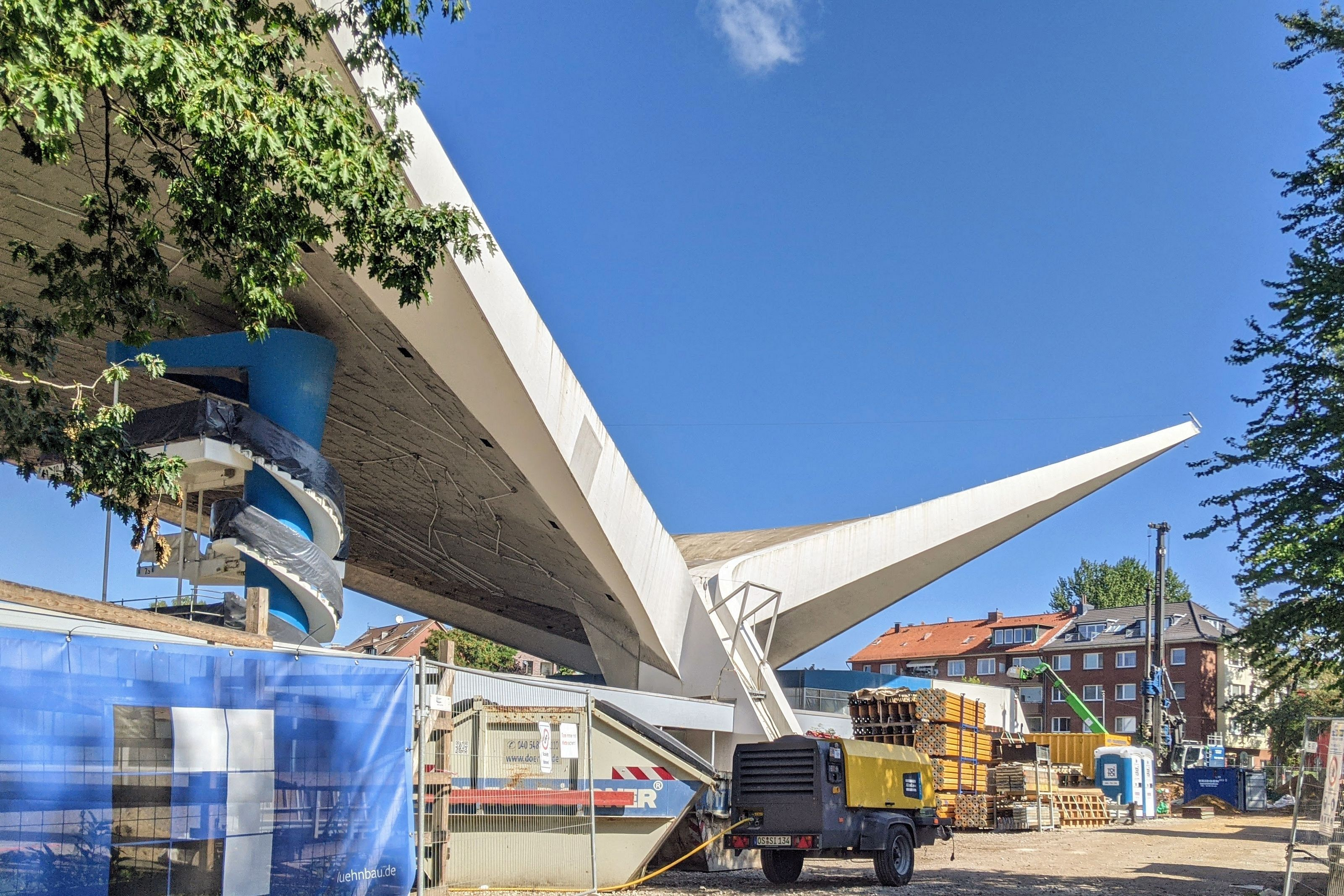
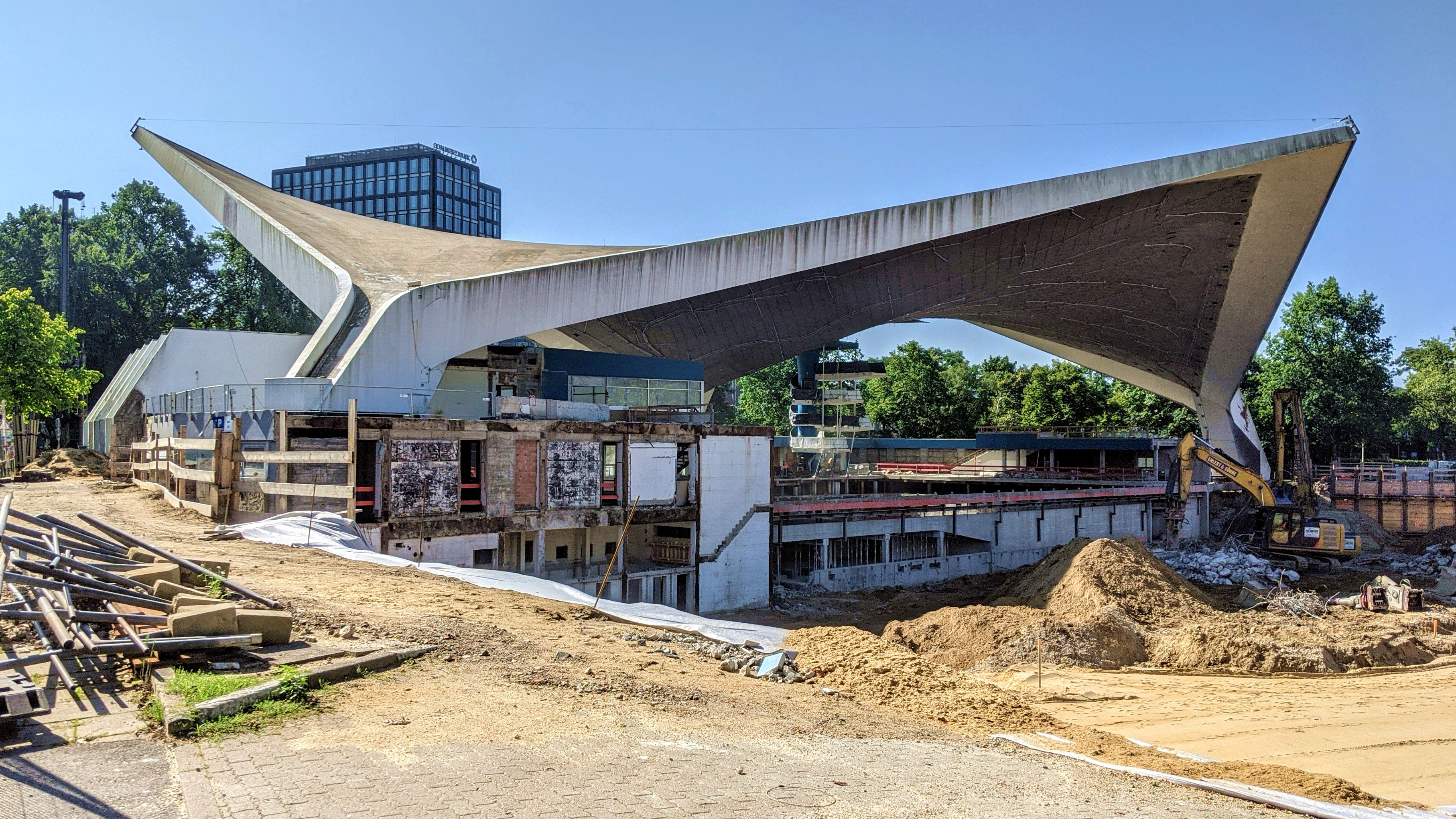
Abbrucharbeiten unter der teilweise freigelegten Dachkonstruktion (August 2021)

### Vor dem Umbau (bis 2020)

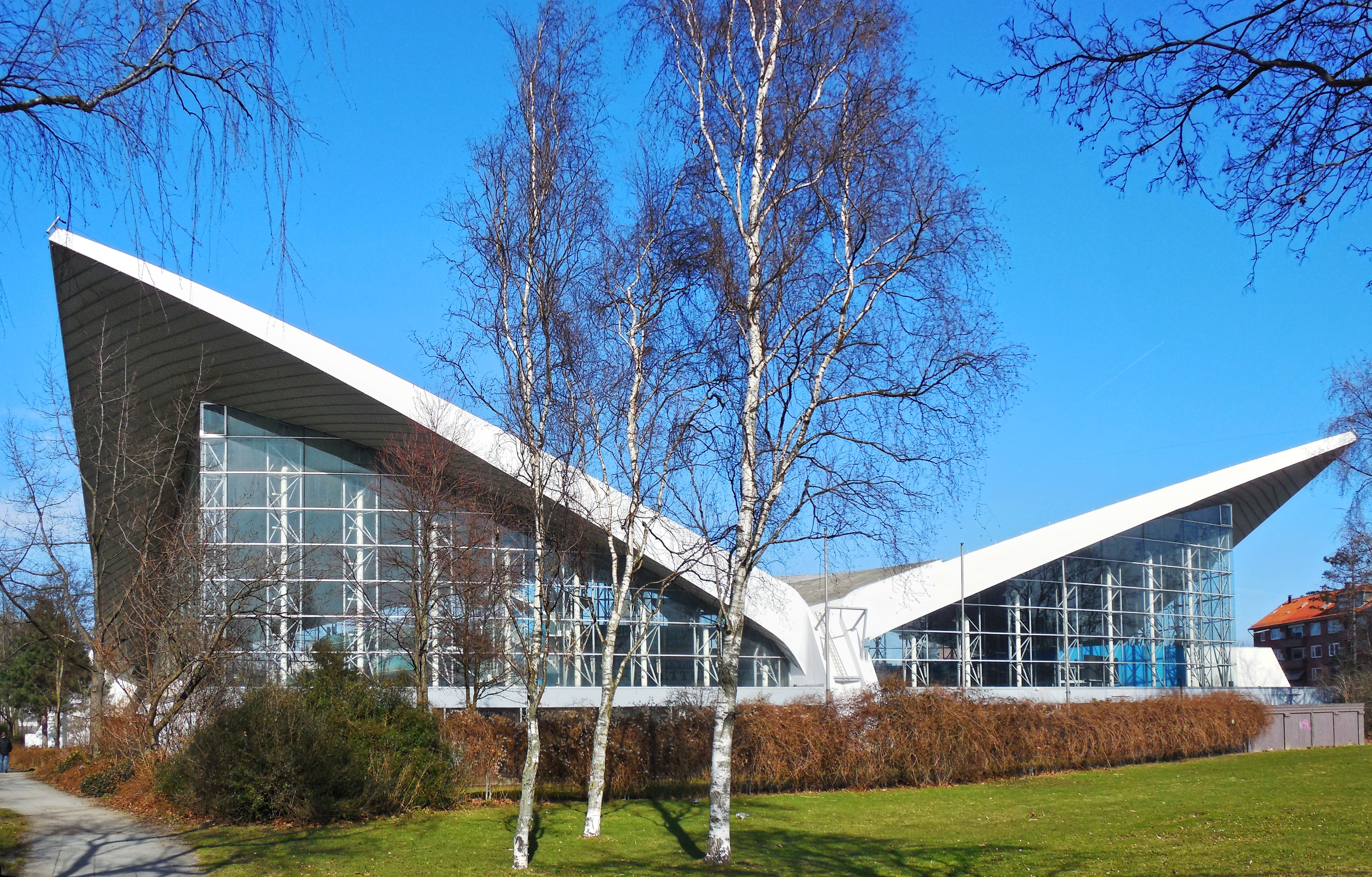
Südseite, 2014
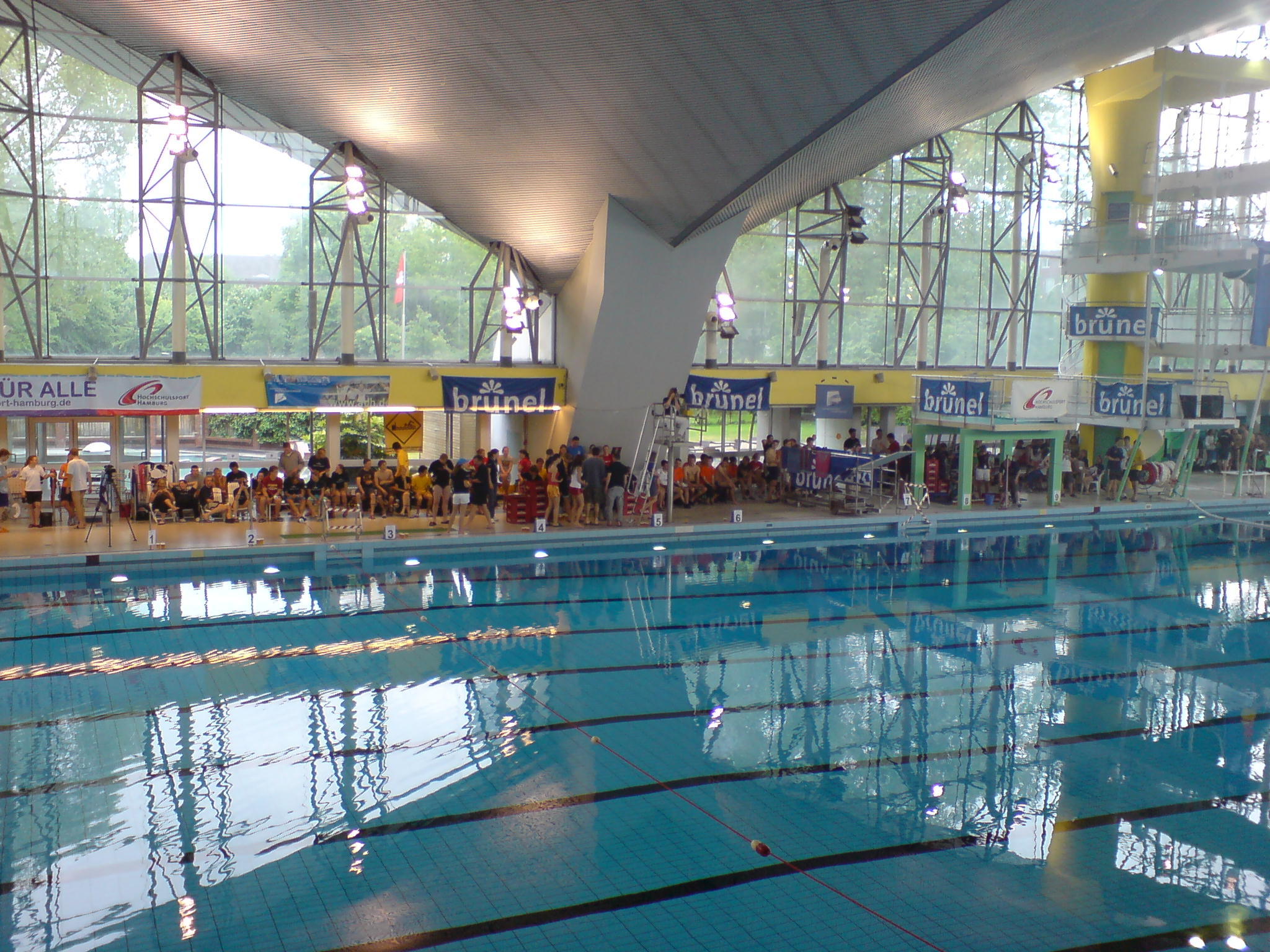
Hochschulmeisterschaften im Schwimmen 2007; rechts der 10-m-Sprungturm und der Anfang der grünen Rutschröhre
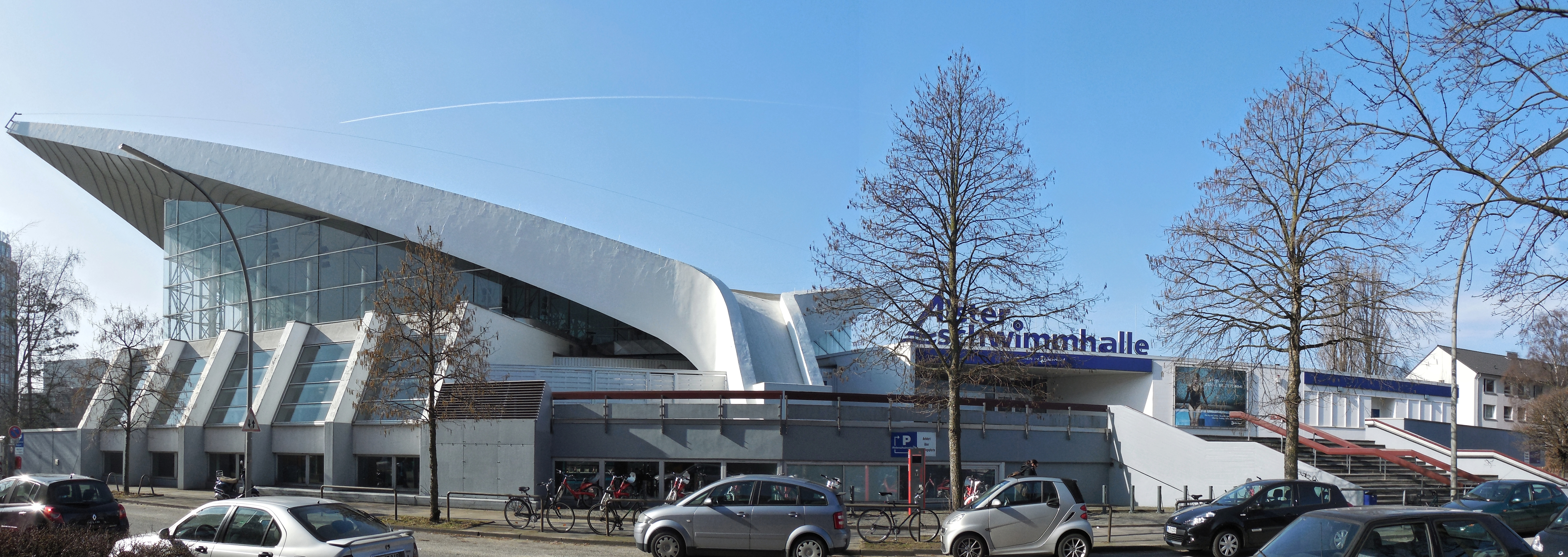
Die Alsterschwimmhalle mit Sauna von der Ifflandstraße aus gesehen (2014)

## Filme
– chronologisch –
- 02. Hamburg: Alster-Schwimmhalle. Wochenschau, Film-Reportage, BR Deutschland, 1973, 2:57 Min., Kamera: Rühe, Ahsendorf, Produktion: UFA, Reihe: UFA-Dabei, Folge 864, Veröffentlichung: 13. Februar 1973, Internet-Video, (Memento vom 8. Juni 2020 im Internet Archive),  aus dem Filmarchiv des Bundesarchivs, beginnt ab 2:37 Min. bis 5:34 Min. oder auf das dritte Kleinbild oben rechts klicken.

- 45 Jahre Alster-Schwimmhalle. Fernseh-Reportage, Deutschland, 2018, 4:08 Min., Buch und Regie: Benedikt Scheper, Kamera: Peter Janßen, Produktion: NDR, Redaktion: Hamburg Journal, Reihe: Hamburg damals, Erstsendung: 21. Januar 2018 bei NDR, Internet-Video von Bäderland Hamburg.

- Videos vom Umbau der Alsterschwimmhalle. Film-Reportagen, Deutschland, 2022/23, Produktion: ASH online Magazin, Bäderland Hamburg, Erstsendung: 25. März 2022 bei YouTube, Internet-Kanal von Bäderland Hamburg.

- Erste Probefüllung in der Alsterschwimmhalle. Fernseh-Reportage, Deutschland, 2023, 2:34 Min., Bericht: Katrin Spranger, Kamera: Wolfgang Schick, Produktion: NDR, Redaktion: Hamburg Journal, Erstsendung: 2. März 2023 bei NDR Fernsehen, Internet-Video aufrufbar bis zum 2. März 2025.

- Alsterschwimmhalle vor Wiedereröffnung. Fernseh-Reportage, Deutschland, 2023, 2:15 Min., Produktion: NDR, Reihe: Nordtour: Den Norden erleben, Erstsendung: 7. Oktober 2023 bei NDR Fernsehen, Internet-Video aufrufbar bis zum 7. Oktober 2025.

- Alsterschwimmhalle lädt Anwohner zum Probebetrieb. Fernseh-Reportage, Deutschland, 2023, 2:13 Min., Bericht: Janine Mertens, Kamera: Tobias Rollenhagen, Produktion: NDR, Redaktion: Hamburg Journal, Erstsendung: 4. November 2023 bei NDR Fernsehen, Internet-Video aufrufbar bis zum 4. November 2025.

- Feierliche Wiedereröffnung der Alsterschwimmhalle. Fernseh-Reportage, Deutschland, 2011, 6:19 Min., Moderation: Christian Becker, Regie: Alexander Beckmeier, Produktion: NDR, Redaktion: Hamburg Journal, Erstsendung: 24. November 2023 bei NDR Fernsehen, Internet-Video aufrufbar bis zum 24. November 2025.

- Anschwimmen in der neuen Alsterschwimmhalle. Fernseh-Reportage, Deutschland, 2023, 2:28 Min., Bericht: Cosima Habel, Regie: Anja Kropp, Produktion: NDR, Redaktion: Hamburg Journal, Erstsendung: 27. November 2023 bei NDR Fernsehen, Internet-Video aufrufbar bis zum 27. November 2025. Mit der Ehrenschwimmerin Lotti Müller.

- Die Nordreportage: Lampenfieber in der Schwimmoper. Fernseh-Reportage, Deutschland, 2024, 28:30 Min., Buch und Regie: Anne Wigger, Produktion: NDR, Reihe: Die Nordreportage, Erstsendung: 8. Januar 2024 bei NDR Fernsehen, Inhaltsangabe von NDR, Internet-Video von NDR. Mit dem Projektleiter von Bäderland Hamburg, Ingo Schütz.